# Mahō Tsukai Pretty Cure!
Mahō Tsukai Pretty Cure! (japanisch 魔法つかいプリキュア! Mahō tsukai Purikyua!), auch Witchy PreCure!, ist eine japanische Anime-Fernsehserie aus dem Jahr 2016. Es ist die 13. Serie zum Franchise Pretty Cure (oder PreCure) und wird wie seine Vorgänger von Toei Animation produziert. Es geht um Wesen im Reich der Fabelwesen, wie Hexen und Meerjungfrauen, und um Magie. Die Designs der beiden Haupt-Pretty Cures ähneln den Designs von Hexen, das von Cure Felice wiederum hat Ähnlichkeit mit einer Elfe, was die Designs der Heldinnen ebenfalls Fabelwesen widerspiegeln lässt. Außerdem handelt es sich um zwei verschiedene Welten, eine menschliche und eine Magiewelt, und zwei verschiedene Wesen treffen aufeinander welches Ähnlichkeiten zu Märchen und Fantasy-Geschichten aufweist.

## Handlung
Mirai Asahina ist ein dreizehnjähriges Mädchen, das von verschiedenen Dingen begeistert ist. Sie geht mit ihrem Plüschbären Mofurun ein mysteriöses Objekt untersuchen, das vom Himmel gefallen ist. Dort trifft sie eine junge Hexe namens Riko, die nach etwas sucht, das als „Linkle Stone Emerald“ bekannt ist. Als die dunklen Diener des finsteren Dokuroxy nach dem Linkle Stone Emerald suchen, weckt Mofurun besondere Kräfte und Mirai und Riko verwandeln sich in die zwei die legendären Hexen Pretty Cures, um gegen sie zu kämpfen. So besucht Mirai zusammen mit Riko die Magie-Schule, wo sie lernen müssen, wie man mit Magie umgeht, und Riko lernt, wie man in der Menschen-Welt zurechtkommt. Alltäglich kämpfen sie gegen die Schurken von Dokuroxy, die Unheil über die Welt bringen, da sie den seltenen Linkle Stone Emerald finden wollen, um mächtiger zu werden.

## Figuren
Mirai Asahina (朝比奈 みらい, Asahina Mirai)/Cure Miracle (キュアミラクル, Kyua Mirakuru) Eine Dreizehnjährige Mittelschülerin, die in der menschlichen Welt lebt. Sie ist ein energisches und immer fröhliches Mädchen, das sich für viele Dinge interessiert, insbesondere für Zauberer und Hexen. Obwohl sie keine Freunde hat, geht sie normalerweise überall mit ihrem ausgestopften Bären Mofurun aus, bis sie Riko trifft. Nachdem sie und Riko Pretty Cures geworden sind, beginnt sie die Magie-Schule zu besuchen. Ihre Familie betreibt ein Accessoires- und Juweliergeschäft. Nach Deusmasts Tod schreibt sie sich am College ein. Als Cure Miracle ist sie die Pretty Cure des Wunders und stellt sich als „Das Wunder des Duos! Cure Miracle!“ vor. Ihre Themenfarbe ist Pink, während die anderen Far der Designs der Linkle Stone Fähigkeiten die sie benutzen Rot, Blau und Gelb sind.
Riko Izayoi (十六夜 リコ, Izayoi Riko)/Cure Magical (キュアマジカル, Kyua Majikaru) Ein mysteriöses Dreizehnjähriges Mädchen, das aus der Magie stammt Welt und besucht die Zauberschule. Obwohl sie gut lernen kann und oft glaubt, dass ihre Berechnungen korrekt sind, ist sie nicht so gut darin, selbst Magie zu wirken, und hat oft Probleme, ihren Besen zu reiten. Sie lernt jedoch sehr viel und gibt nicht auf, als sie zusammen mit Mirai die Schule der Menschlichen Welt besucht, zeigt sich, dass sie viel lernt, und die Fächer dort schnell versteht und solange lernt, bis sie es kann. Nachdem ihre Welt von den Dunklen Magiern ins Visier genommen wurde, beschließt sie, nach dem Linkle Stone Emerald zu suchen, wo sie auf der Erde auf Mirai trifft. Ihre ältere Schwester Liz hat ihr den Diamond Linkle Stone gegeben und sie möchte sie übertreffen, um eine berühmte Hexe zu werden. Nachdem sie den Test bestanden hatte, durfte sie ihre Heimat verlassen und Mirai in der menschlichen Wekt zu folgen, als sie erfuhr, dass die anderen Linkle Stones in Menschenwelt versteckt sind. Später schreibt sie sich mit Mirai in der Tsunagi First Middle Schule ein, wenn sie in der Menschenwelt ist und mit Mirai und dem Rest ihrer Familie lebt. Nach Deusmasts Tod bleibt sie in der Magiewelt, bis sie sich mit Mirai und Ha-Chan wiedervereinigt. Es zeigte sich, dass sie Lehrerin an der Magieschule wurde. Als Cure Magical ist sie die Pretty Cure der Magie und stellt sich als „Die Magie des Duos! Cure Magical!“ vor. Ihre Themenfarbe ist lila, während die Farben der Designs der Linkle Stone Fähigkeiten die sie benutzen rot, blau und gelb sind.
Ha-chan (はーちゃん, Hā-chan)/Kotoha Hanami (花海 ことは, Hanami Kotoha)/Cure Felice (キュアフェリーチェ, Kyua Ferīche) Sie war eine mysteriöse Babyfee, die sich im Linkle Smartbook befindet. Mit fortschreitender Serie wächst ihr Alter schnell und sie beginnt zu sprechen. Durch den Verzehr von Lebensmitteln, die aus der Verwendung von Linkle Stones mit dem Linkle Smartbook stammen, kann sie verschiedene Formen annehmen, von denen jede ihre eigenen Fähigkeiten besitzt. Spalda glaubte, dass sie bei ihrer ersten Begegnung mit den Linkle Stones verwandt sein könnte, insbesondere mit dem Emerald Linkle Stone. Sie verschwand zusammen mit Kushi nach der Schlacht. Später erscheint sie als Mädchen namens Kotoha Hanami während ihrer Begegnung mit den Cures und rettet sie als Cure Felice. Sie waren sich ihrer Identität als Ha-chan nicht bewusst, bevor sie ihr Bild sahen, als sie sich wieder vereinigten. Sie durfte auch zusammen mit Riko bei Mirai wohnen. Oruba enthüllt, dass ihre Kräfte von Mutter Rapapa geerbt werden. Sie bleibt nach Deusmasts Tod in ihrem jetzigen Alter. Als Cure Felice ist sie die Pretty Cure Glücks und stellt sich als „Ein Segen für alle Lebensformen! Cure Felice!“ Vor. (Amaneku Inochi ni Shukufuku o! Kyua Ferīche!). Ihre Themenfarbe ist grün.
Mofurun(モフルン, Mofurun)/Cure Mofurun (キュアモフルン, Kyua Mofurun) Ein Teddybär, den Mirai von ihrer Großmutter nach ihrer Geburt gegeben hat und den Mirai als liebe Freundin behandelt. Nach der ersten Verwandlung von Mirai und Riko in Pretty Cures wird Mofurun zum Leben erweckt und dient als Transformationsgerät für die Mädchen. Mofurun kann das Vorhandensein anderer Linkle Stones als süßen Duft erkennen und beendet Sätze häufig mit „Mofu“. Im Film Maho Tsukai Precure der Film: Die wundersame Transformation! Cure Mofurun!, Sie erhalten eine exklusive Pretty Cure-Form namens Cure Mofurun durch die Kräfte des Linkle Stone Mofurun und später des Linkle Stone Heartful. In dieser Form können sie richtig neben den anderen Heilmitteln kämpfen und durch verschiedene Linkle Stones ähnliche Stile erlangen. Cure Mofurun kann auch den Regenbogenwagen nach Belieben beschwören und die Heartful Styles für sie und die anderen Cures für den letzten Angriff freischalten: den Heartful Rainbow. Als Cure Mofurun ist sie die Pretty Cure der Wünsche und stellt sich als „Fluffy Mofurun! Cure Mofurun!“ Vor. (Mofumofu Mofurun! Kyua Mofurun!). Ihre Themenfarbe ist gelb.

### Magieschule
Direktor Kouchou(校長, Kōchō) Der Direktor der Magieschule der auch der größte Magier der Magiewelt ist. Als er sah, wie Mirai und Riko sich in Pretty Cure verwandelten, schlug er vor, dass Mirai an Zauberkursen teilnimmt, um ihre Fähigkeiten zu verbessern. Er traf Kanoko, Mirai's Großmutter als sie jung war, rettete ihre Katze und erhielt Kekse von ihr. Er wird älter, nachdem er in seinem Versteck gegen Dokuroxy gekämpft hat. Nach Dokuroxys Tod wurde er zusammen mit Magie Kristall wieder normalisiert.
Cathy (キャシー, Kyashī) / Magischer Kristall (魔法 の 水晶, Mahō no Suishō) Eine mysteriöse Frau, die über eine Kristallkugel mit dem Schulleiter kommuniziert. Sie ist sehr launisch, da sie vom Schulleiter immer missverstanden wird. Sie wird älter, nachdem sie und Schulleiter Dokuroxy in seinem Versteck bekämpft haben. Nach Dokuroxys Tod wurde sie zusammen mit dem Schulleiter wieder normalisiert.
Issac (アイザック, Aizakku) Ein alter und etwas vergesslicher Lehrer der zusätzliche Klassen unterrichtet.
Liz (リズ, Rizu) Rikos ältere Schwester und Lehramtsstudentin an der Zauberschule, die einst den Diamond Linkle Stone besaß, bevor sie ihn Riko gab. Sie ist sowohl im Studium als auch in der Magie hoch qualifiziert und wird oft dazu gebracht, Unterricht zu geben. Sie kann gut Zaubern, weswegen Riko sie übertreffen will, weil sie eine berühmte Hexe werden will.
Loretta (ロレッタ, Roretta) Eine Lehrerin die im Dorf der Meerjungfrauen lebt und die Schüler ab und zu unterrichtet.
Jun (ジュン, Jun) Jun ist ein blauhaarige Schülerin, die den Unterricht oftmals übersprungen hat und ihr so eine schlechte Anwesenheitsliste beschert. Sie hat ein eher wildere Persönlichkeit und will immer Abenteuer erleben. Später jedoch bessert sie sich und konzentriert sich mehr auf den Unterricht, was ihr bessere Noten bei der Zauberei gibt.
Emily (エミリー, Emirī) Emily ist eine blonde, schüchterne Schülerin der Magieschule die keine schlechten Zauberfähigkeiten besitzt, jedoch Angst vor Spinnen hat und Anfangs auch vor dem Flug mit den Besen, dies bessert sich jedoch nach einiger Zeit und bemerkt, wie viel Spaß es in der Höhe sein kann. Sie macht gerne verschiedene Frisuren. Anfangs brauchte sie Zeit um aus ihr herauszukommen, seit sie Mirai kennengelernt hat bessert sich das Verhalten anderen gegenüber, offener zu werden.
Kei (ケイ, Kei) Eine rothaarige Schülerin, die zu jeden immer freundlich ist, allerdings eine Schwäche in Pünktlichkeit hat, weswegen sie immer zu spät kommt. Auch zweifelt sie oft an sich selbst und verliert dadurch ihre Selbstbewusstheit für Prüfungen, weshalb sie oft welche versagt hat. Seit sie Mirai und Riko richtig kennenlernte ist sie jedoch selbstsicherer und schaffte mit ihren Freundinnen immer mehr Prüfungen, welches sie besser werden ließ.

### Bösewichte
Dokuroxy (ドクロクシー, Dokurokushī) / Kushi (クシィ, Kushii) Der Hauptgegner in der ersten Hälfte der Serie und Anführer von Dark Magicians, einem machtgierigen Skelettmagier aufgrund seiner angeschlagenen körperlichen Konstitution ist Dokuroxy selten in Bewegung oder spricht mit Yamoh, dem einzigen, der seine Körperbewegungen als Befehle interpretiert. In Wahrheit war Kushi ursprünglich ein Lehrer der Magie-Schule, der ein enger Freund war des Schulleiters vor der Besessenheit, Magie zu studieren, um ein großes Unglück zu verhindern, führte dazu, dass er sich den dunklen Künsten zuwandte, die seinen Körper in ein Skelett verwandelten, mit dem Wunsch, den LinkleStone Emerald zu erhalten, um die Welt zu dominieren. Er absorbiert ihre Kräfte, um sich in ein riesiges dämonisches Skelett zu verwandeln, um die Pretty Cure zu bekämpfen. Yamoh bat ihn, ebenfalls absorbiert zu werden, um ihn zu stärken, aber selbst diese Aktion konnte es nicht überwältigen. Kushis Geist verlässt seinen Körper, als er auseinanderbricht. Yamoh verwendet die Überreste, um einen mächtigeren Yokubal zu erschaffen. Als Skelett macht seine meist passive Rolle seine Persönlichkeit schwer zu beschreiben, aber seine Handlungen erinnern manchmal an seine frühere Güte. Er schenkte den Tieren Magie und machte sie selbst zu mächtigen Magiern. Er hielt auch ein Foto des Schulleiters und sich selbst in dem Buch der dunklen Magie, das er schrieb. Schließlich kehrte sein Geist zu dem Bildnis zurück, aus dem Yamoh bestand er, der seinen Untergebenen im Kampf noch einmal hilft und dann endgültig verschwindet.
Yamoh(ヤモー, Yamō) Ein humanoider Gecko und Dokuroxys zweiter Befehlshaber Haare erinnern an westliche Mode in der Zeit von 1700 bis 1750. Er kann die Verwendung seines Kessels vorhersagen. Er ist verantwortlich für die Führung der anderen unter Dokuroxys Befehl und kann Dokuroxys Körperbewegungen interpretieren. Er macht sich oft Sorgen um Dokuroxys Gesundheit und will nichts mehr als seinen Meister, der seine Ziele erreicht. Er wurde von Dokuroxy während Dokuroxys letztem Kampf mit Pretty Cure absorbiert, verlor aber zuvor seinen Schwanz. Von den Überresten des Schwanzes wurde er von Labut mit einem leicht veränderten Aussehen wiederbelebt – seinem Kleidungsstücke sind einfacher, dunkler und sein Haar ist locker. Entsetzt über Dokuroxys Tod verwendet er Dokuroxys Knochen, um ein stärkeres Yokubal zu erzeugen und Rache zu üben. Er macht auch ein Bildnis von Dokuroxy und berichtet über seine Fortschritte. Er verwendet Dokuroxys letzten Knochen verschmelze sich zu einem Yokubal, um Kotoha und damit den Linkle Stone Emerald zu erobern. Aber er wird auch besiegt und wird wieder ein regulärer Gecko. Selbst in diesem Moment sucht er die Gesellschaft des Bildnisses. Er taucht zusammen mit auf Das Bildnis und zusammen mit dem Rest seiner Gruppe werden von Batty zu einem Yokubal verschmolzen, um gegen Orubas Don Yokubal zu kämpfen. Danach ging er zusammen mit Batty, immer noch in seiner tierischen Form. Durch seine Liebe zu wurde er wieder in seine humanoide Form zurückversetzt sein Meister achtern Der letzte verbliebene Knochen von Dokuroxy war der Zahn, den Yamoh vor langer Zeit herausgezogen hatte, nachdem er einen Hohlraum hatte. Der Geist, der im Zahn verblieb, belebte sich zu einer Einheit, die Süßigkeiten liebt und dem Bildnis Yamoh ähnelt Chikurun unterstützt Yamoh, indem er ihn mit Honig versorgt, um diese Version von Dokuroxy glücklich zu machen.
Batty (バッテ Batt, Batti) Eine höfliche humanoide Fledermaus in formeller Kleidung mit einem langen Umhang, der ihm das Fliegen ermöglicht. Er hält Yamoh für misstrauisch und beschuldigt ihn, seine Befehle ausgeführt zu haben. Dokuroxy spricht dann endlich mit Batty und treibt ihn an, und er wird Dokuroxy gegenüber sehr loyal und ist depressiv, weil er seinen Meister nicht beschützen kann und sich selbst als Versager bezeichnet. Batty ist aufmerksam auf seine Teamkollegen, beobachtet ihre jeweiligen Endkämpfe und bringt sie zu ihrem Versteck, wenn sie zu ihren Tierformen zurückkehren. Spalda und Gamets verleihen ihm in ihrer Tierform ihre Zauberstäbe, um ihn in ein mächtiges Monster zu verwandeln, und nach seiner Niederlage behält er immer noch seine humanoide Form. Als er versucht, den Linkle Stone Emerald zu ergreifen, extrahierte er seine Magie und brachte ihn in seinen ursprünglichen Zustand zurück, bevor er Spalda fand und von Oruba in seine menschliche Form zurückversetzt wurde. Aber Batty, die sich deprimiert fühlt, will nicht mehr kämpfen. Wenn Oruba sich über dunkle Magie lustig macht, wird er erneut angezündet und besiegt Orubas Don Yokubal mit einem Yokubal, der von all seinen Freunden kombiniert wurde. Dann geht er mit ihnen. Nach Deusmasts Tod begann er, sich an der Magic School einzuschreiben.
Spalda (スパルダ, Suparuda) Ein gerissener Taktiker und eine humanoide Spinne, die Netze verwendet, um Objekte zu schnappen und für Kampfzwecke. Sie ist sehr direkt und etwas unhöflich in der Persönlichkeit. Sie liebt dunkle Magie und ist am meisten in Dokuroxys Idee einer Welt investiert, die von ihr regiert wird. Spalda experimentiert mit ihrer Magie, einschließlich zeitweise darin lebender Wesen und Pionierarbeit, um sich mit Yokubal zu verschmelzen. Als Taktikerin sind ihre Entscheidungen rücksichtslos, da die Yokubal-Fusion sie letztendlich verletzte und sie sich bemühte, sie zu kontrollieren. Pretty Cure besiegte sie in dieser Form und sie wird eine normale Spinne. Sie wurde von Batty nach Hause gebracht. Später in der Serie gab Oruba ihr ihre humanoide Form zurück, um mehr über dunkle Magie zu erfahren. Sie scheint seine treue Dienerin zu sein, aber es stellt sich als Trick heraus, ihre Teamkollegen wiederzubeleben und Oruba Dokuroxys Buch zu stehlen. Oruba verwandelt ihren Rücken in eine normale Spinne, aber sie wird Teil einer Yokubal-Fusion, die Orubas Don Yokubal besiegt. Danach geht sie mit Batty und den anderen.
Gamets (ガメッツ, Gamettsu) Eine humanoide Schildkröte und ein starker Soldat, der sich selbst als magischer Krieger anstelle eines Magiers bezeichnet. Er verkleidet sich wie ein römischer Legionär und sucht Kämpfe wie mit dem Pretty Cure hauptsächlich, um seine Stärke zu testen. Er hat den Linkle Stone Granat gestohlen und verwendet eine geheime Magie, um sich sehr groß und flinker zu machen und dabei seine Muschel zu platzen. In dieser Form forderte er die Cures auf, ihn auf einer abgelegenen Insel zu bekämpfen. Nach seiner Niederlage ist er mit seiner Niederlage zufrieden, als er zu seinem ursprünglichen Zustand zurückkehrt. Nachdem Spalda von Oruba wiederbelebt wurde, treibt sie Gamets dazu, sich gegen Pretty Cure zu stellen, indem sie das dritte Mitglied der Gruppe als Anreiz nutzt. Er ist wütend auf Oruba und versucht, ihn zusammen mit Spalda zu bekämpfen, als Oruba diesen „heiligen Kampf“ mit Cure Felice unterbricht. Er wird wieder zu einer normalen Schildkröte und wird Teil der Yokubal-Fusion, die Orubas Don Yokubal besiegt. Danach geht er mit Batty und den anderen.
Deusmast (デウスマスト, Deusumasuto) ist der Hauptgegner der späteren Hälfte der Serie, einer bösen Chaosgottheit, die Welten verzehrt, deren vorausgesagte Rückkehr bei Kushis Verwandlung in Dokuroxy eine Rolle spielte. Deusmast entstand aus der Verschmelzung von vier gottähnlichen magischen Wesen, bekannt als das unendliche Chaos, die jeweils die realitätsbeugende Kraft von Mugic besitzen. Obwohl Mutter Rapapa Deusmast in der Sonne versiegelte, ermöglichten die Aktionen der Dunklen Magier Deusmast, Konstrukte in Form der Endless Chaos-Mitglieder zu erstellen, die die Erde auf Deusmasts spätere Rückkehr vorbereiten. Obwohl drei der Endless Chaos-Mitglieder zur Sonne zurückgeschickt wurden, brach das Siegel schließlich und ein wiederhergestellter Deusmast verschmolz die menschliche Welt und Magiewelt zu einer. Aber Deusmast wurde getötet, als es den Cures gelang, sie alle mit Extreme Rainbow zu zerstören, die Welten zu trennen und Deusmast in Vergessenheit zu geraten. Deusmast spricht mit allen vier Stimmen der Endless Chaos-Mitglieder, die die kugelförmigen Augen bilden, die sich um seinen Körper auflösen.
Labut (ラブー, Rabū) Der erste des unendlichen Chaos, dem die Pretty Cure begegnet ist, ein schlauer und lockerer Geist, der sich aufgrund seines angeborenen Maßes an Mugik und seiner Fähigkeit, die Realität mit einem Schnappschuss zu biegen, als überlegen gegenüber Magiern betrachtete Finger. Labut tauchte nach Dokuroxys Tod aus seiner Lampe auf und belebte Yamoh wieder, um seine schmutzige Arbeit bei der Zerstörung der Cures für ihn zu erledigen, bevor er Don Yokubal benutzte, nachdem der Dunkle Magier ihn im Stich gelassen hatte. Labut nimmt später Schlachten in die Hand, indem er die Cures in eine andere Dimension wirft, wo er seine wahre gottähnliche Form zeigt und sie schließlich in verschiedene Teile der Dimension aufteilt. Nachdem Mirai ihre Teamkollegen gerettet hatte, töteten sie ihn in ihren Over the Rainbow-Formen mit seiner Essenz, die in die Sonne geschickt wurde. Obwohl Labut wiederbelebt wird und 1/4 von Deusmast wird, wird er erneut getötet, als Cures Deusmast als Ganzes tötete.
Shakince (シャーキンス, Shākinsu) Ein ernster und ruhiger tenguähnlicher Mann, der in traditionelle japanische Kleidung gekleidet ist und wie ein Soldat spricht. Er befiehlt Chikurun, Linkle Stones für ihn zu stehlen. Dann vergrößert er sich und schluckt die Linkle Stones, aber Chikurun hat sie wiedergefunden. Er verletzte Chikurun, die Gefühle der Cures für Chikurun ließen sie ihn überwältigen, bevor sie ihn mit Extreme Rainbow töteten. Obwohl Shakince wiederbelebt wird und 1/4 von Deusmast wird, wird er erneut getötet, als die Cures Deusmast als Ganzes töteten.
Benigyo (ベニーギョ, Benīgyo) Kikuko Inoue Eine Raijin-ähnliche Frau, die die blitzbasierten Kräfte besitzt und sich damit teleportiert. Ihre Rede erinnert an einen Gyaru. Sie trägt eine Rüstung an Armen und Beinen und ist von einem roten, dornigen Heiligenschein umgeben. Sie ist die einzige, die noch übrig ist, nachdem ihre Kameraden immer wieder gegen Pretty Cure verloren haben. Während des letzten Kampfes nutzte sie die Kräfte ihrer Teamkollegen, um ihre dämonische Form anzunehmen, um die Cures zu bekämpfen. Sie wird fast getötet, bis sie 1/4 von Deusmast wird, was sie zum einzigen Mitglied macht, das niemals von den Cures besiegt wird, bis sie es ist verschmolzen. Benigyo wurde erneut getötet, als die Cures Deusmast töteten.
Oruba (オルーバ, Orūba) Eine kalte und herablassende Gestalt in Form eines gefallenen Engels, der zuerst versucht, seine Feinde zu studieren, bevor er sie angreift. Er manipulierte Chikurun, um für ihn zu arbeiten. Er hat Dokuroxys Buch gestohlen und verwendet es, um das Magier-Trio wiederzubeleben, damit er dunkle Magie studieren kann. Er konfrontiert die Heilungen, wurde aber von Spalda verraten, die versucht, das Buch zurück zu stehlen, nachdem er begonnen hatte, sich über dunkle Magie und ihren alten Meister lustig zu machen. Er nahm seine dämonische Form an, um Spalda und Gamets für ihren Verrat wieder in ihre tierischen Formen zu verwandeln, und die Cures töteten ihn mit Extreme Rainbow, aber er schafft es immer noch, seine Kameraden von Endless Chaos auf der ganzen Welt mit Dokuroxys Buch wiederzubeleben, bevor er stirbt. Obwohl wiederbelebt, wird Oruba erneut getötet, als Cures Deusmast tötete.

### Andere
Chikurun (チクルン, Chikurun) Eine Bienenfee aus Fairy Village, die Oruba als Spion dient, um Informationen über die Cures zu erhalten, um Informationen über sie zu erhalten und sich für Mofurun zu interessieren. Als Chikurun die Linkle Stones stiehlt, wurde die Fee als Spion entlarvt. Nachdem Chikurun die Linkle Stones von Shakince zurückgeholt hatte, wurde der Fee vergeben. Es blieb in seiner Heimat. Später versorgt es Yamoh mit Honig, um Dokuroxy, den Geist von Dokuroxys süßem Zahn, glücklich zu machen.

## Produktion und Veröffentlichung
Der Anime entstand unter der Regie von Masato Mitsuka bei Toei Animation. Hauptautor war Isao Murayama. Das Charakterdesign entwarf Emiko Miyamoto und für die Kameraführung war Tomokazu Shiratori verantwortlich. Die Produzenten waren Keisuke Naitō, Mikio Uezuki und Risa Endō. Die 50 Folgen wurden vom 7. Februar 2016 bis zum 29. Januar 2017 von TV Asahi ausgestrahlt.
Die Heldinnen der Serie traten auch im Crossover-Film Eiga Purikyua Ōru Sutāzu: Minna de Utau♪ Kiseki no Mahō! (Eiga Purikyua Ōru Sutāzu: Minna de Utau♪ Kiseki no Mahō!) auf, der am 19. März 2016 in Japan herauskam. Am 29. Oktober 2016 folgte der Film Eiga Mahō Tsukai Precure! Kiseki no Henshin! Cure Mofurun!, in dem die beiden Hauptfiguren im Zentrum stehen. Seine Vorführungen wurden von einem computeranimierten Kurzfilm begleitet.

### Synchronisation
Hier werden die Japanische Synchronisationen aufgelistet.
| Rolle                               | Japanischer Sprecher (Seiyū)     |
| ----------------------------------- | -------------------------------- |
| Mirai Asahina/Cure Miracle          | Rie Takahashi                    |
| Riko Izayoi / Cure Magical          | Yui Horie                        |
| Ha-Chan (Kotoha Hanami)/Cure Felice | Saori Hayami                     |
| Mofurun/Cure Mofurun                | Ayaka Saitō                      |
| Jun                                 | Aki Kanada                       |
| Emily                               | Chinami Hashimoto                |
| Kei                                 | Maya Yoshioka                    |
| Direktor Kouchou                    | Yūya Uchida                      |
| Cathy/Magischer Kristall            | Satomi Arai                      |
| Isaac                               | Toshiharu Sakurai                |
| Liz                                 | Kaori Nazuka                     |
| Loretta                             | Ayako Kawasumi                   |
| Dokuroxy                            | Yōsuke Akimoto                   |
| Kushi                               | Yuichi Nakamura                  |
| Yamoh                               | Yasuhiro Takato                  |
| Batty                               | Kōji Yusa                        |
| Spalda                              | Yū Kobayashi                     |
| Gamets                              | Jouji Nakata                     |
| Yokubal                             | Takahiro Shimada, Shota Yamamoto |
| Labut                               | Naoki Tatsuta                    |
| Shakince                            | Shō Hayami                       |
| Benigyo                             | Kikuko Inue                      |
| Oruba                               | Noriaki Sugiyama                 |
| Chikurun                            | NEEKO                            |

### Musik
Die Musik der Serie wurde komponiert von Hiroshi Takaki. Die Vorspannlieder sind Dokkin ♢ Mahō Tsukai Precure! und Dokkin Mahō Tsukai Precure! Part 2, beide von Rie Kitagawa. Die Abspanntitel sind:
- Cure Up ↑ Ra ♡ Pa ☆Pa! ~ Hohoemi ni Naru Mahō ~ von Rie Takahashi und Yui Horie
- Mahō Ara Dōmo von Rie Takahashi, Yui Horie und Saori Hayami
- Tadashī Mahō no Tsukai Kata (正しい魔法の使い方) von Mayu Watanabe